# Association Sportive du Port Autonome de Cotonou FC
Die Association Sportive du Port Autonome de Cotonou (Abk.: ASPAC FC) ist ein beninischer Fußballverein aus Cotonou.

## Geschichte
Der Verein holte 2010 seine erste Meisterschaft und 2008 den bis heute einzigen Pokalsieg. 2011 spielte man in der CAF Champions League scheiterte hier aber bereits in der Vorrunde. In der Saison 2011/12 wiederholte der Verein den Meisterschaftserfolg von 2010 und gewann in der Liga mit 11 Punkten Vorsprung auf den zweiten Platz den Titel.

### Stadion
ASPAC trägt seine Heimspiele im 35.000 Plätze fassenden Stade de l’Amitié aus.

### Titel
- Championnat du Bénin de football (2010, 2012)
- Coupe du Bénin de football: (2008)

## Fußball

### Bekannte Spieler
- Khaled Adénon
- William Dassagaté
- Karim Mama
- Nana Nafihou
- Sidoine Oussou
- Junior Salomon
- Hyacinthe Sèwanou

### Ehemalige Trainer
- Jean Marc Nobilo

## Statistik in den CAF-Wettbewerben
| Wettbewerb                | Runde         | Gegner            | Hinspiel | Rückspiel          |  |
| ------------------------- | ------------- | ----------------- | -------- | ------------------ |  |
|                           |               |                   |          |                    |  |
| CAF Champions League 2011 | Qualifikation | Deportivo Mongomo | 1:0 (H)  | 1:1 (A)            |  |
|                           | 1. Runde      | Espérance Tunis   | 0:5 (A)  | 2:0 (H)            |  |
| CAF Champions League 2013 | Qualifikation | ASFA Yennenga     | 1:1 (H)  | 1:1 (A) / Pen: 4:5 |  |

## Basketball
Die Basketballmannschaft nahm 2009 am FIBA Africa Champions Club teil.